# G2 Acoustic Stage
G2 Acoustic Stage – trzeci czeskojęzyczny album koncertowy polskiej wokalistki Ewy Farnej. Premiera albumu odbyła się 10 kwietnia 2015 roku nakładem wydawnictwa Universal Music Group.

## Opis płyty
Album zawiera zapis koncertu akustycznego G2 Acoustic Stage, który odbył się 7 grudnia 2014 roku. Koncert emitowany był na żywo za pośrednictwem telewizji ÓČKO. Dwupłytowe wydawnictwo składa się z DVD oraz CD.

## Lista utworów
| Nr  | Tytuł utworu         | Długość |
| --- | -------------------- | ------- |
| 1.  | „La la laj”          | 4:11    |
| 2.  | „Maska”              | 4:09    |
| 3.  | „Leporelo”           | 3:41    |
| 4.  | „Ticho”              | 5:07    |
| 5.  | „Toxique girls”      | 5:39    |
| 6.  | „Náhle”              | 3:04    |
| 7.  | „Toužím”             | 5:48    |
| 8.  | „Boží mlejny melou”  | 2:55    |
| 9.  | „Měls mě vůbec rád”” | 5:06    |
| 10. | „Déšť”               | 6:29    |
| 11. | „Nebojim se”         | 3:05    |
| 12. | „Oblíbená věc”       | 4:45    |
| 13. | „Směj se”            | 5:27    |
| 14. | „Lešek”              | 5:00    |
| 15. | „Jen tak”            | 10:22   |
| 16. | „Sama sobě”          | 4:25    |
|     |                      | 1:19:13 |